# 오승윤 (배우)
오승윤(吳承允, 1991년 3월 27일~)은 대한민국의 배우이자 모델이다. 1994년에 광고 모델로 처음 데뷔한 이후로, 1996년에 MBC 드라마 《자반고등어》라는 작품으로 정식 데뷔하였다.

## 출연 작품

### 텔레비전 드라마
- 1996년 MBC 일일연속극 《자반고등어》 ... 박봉익 역
- 1996년 MBC 주간 농촌 드라마 《전원일기》 ... 장주현[1] 역
- 1997년 MBC 수목 드라마 《미망》 ... 서여환 역
- 1997년 SBS 월요 드라마 《재동이》 ... 안범모 역
- 1997년 KBS 주말 드라마 《파랑새는 있다》 ... 어린 박절봉[2] 역
- 1997년 KBS 주간 시골 풍경 드라마 《대추나무 사랑걸렸네》 ... 이용재[3] 역
- 1998년 SBS 주간 단막극 《70분 드라마》
- 1998년 MBC 《경찰청 사람들 - 늙은 도둑의 만가》
- 1998년 MBC 《시트콤 여자 대 여자》 ... 장원진[4] 역
- 1999년 KBS1 시즌제 교육 드라마 《학교 2》 ... 임영훈 역
- 2000년 MBC 월화 드라마 《아줌마》 ... 장견 역
- 2001년 SBS 대하사극 《여인천하》 ... 어린 복성군 이미[5] 역
- 2002년 KBS2 어린이 드라마 《매직키드 마수리》 ... 마수리 역
- 2004년 SBS 대하 드라마 《장길산》 ... 어린 이지용[6] 역
- 2004년 KBS1 대하 드라마 《불멸의 이순신》 ... 어린 유성룡[7] 역
- 2004년 SBS 광복 60년 대하 드라마 《토지》 ... 어린 홍이[8] 역
- 2005년 KBS2 어린이 드라마 《마법전사 미르가온》 ... 마수리[9] 역
- 2005년 SBS 창사 15주년 대하 드라마 《서동요》 ... 범생 역
- 2006년 MBC 창사 45주년 특별기획 《주몽》 ... 천둥 역
- 2007년 KBS2 수목 드라마 《경성스캔들》 ... 선우민 역
- 2007년 MBC 특별기획 드라마  《태왕사신기》 ... 어린 현고[10] 역
- 2008년 KBS1 대하 드라마 《대왕 세종》 ... 명 영종 천순제(정통제) 주기진 역
- 2008년 MBC 일일 시트콤 《코끼리》 ... 코끼리 역
- 2009년 KBS2 월화 드라마 《공주가 돌아왔다》 ... 나선남 역
- 2010년 KBS1 대하 드라마 《근초고왕》 ... 부여근 역
- 2013년 OCN 일요 12부작 미니시리즈 《특수사건 전담반 TEN 2》 ... 심이호 역
- 2013년 SBS 일일 드라마 《못난이 주의보》 ... 이경태 역
- 2013년 MBC 월화 특별기획 《불의 여신 정이》 ... 이육도[11] 역
- 2014년 JTBC 주말 특별기획 드라마 《12년만의 재회: 달래 된, 장국》 ... 장훈 역
- 2014년 tvN 목요 시트콤 《막돼먹은 영애씨 시즌 13》 ... 이영민 역
- 2015년 KBS2 일일 드라마 《오늘부터 사랑해》 ... 윤승재 역
- 2016년 KBS2 TV소설 《저 하늘에 태양이》 ... 강한수 역
- 2017년 KBS2 단막극 《KBS 드라마 스페셜 - 강덕순 애정 변천사》 ... 김석삼 역
- 2018년 SBS 드라마스페셜 《황후의 품격》 ... 이윤 역
- 2022년 JTBC 주말 미니시리즈 《클리닝 업》 ... 최병렬 역
- 2022년 tvN 금토 미니시리즈 《블라인드》 ... 찰스 / 이현수 역
- 2023년 MBN 드라마 《완벽한 결혼의 정석》 ... 유세혁 역
- 2024년 넷플릭스 드라마 《닭강정》 ... 쪼깐이 역

### 뒙드라마
- 2023년 딜라이브TV 《DMZ 대성동》 ... 유세혁 역

### 영화
- 2007년 《꿈은 이루어》 ... 지수 역
- 2015년 《권법형사: 차이나타운》 ... 이조영 역
- 2016년 《그랜드파더》 ... 김규영 역
- 2017년 《대립군》 ... 임해군 이진 역

### 한국어 더빙 목소리 출연
- 1994년 《라이온 킹》 ... 어린 심바 아침 보고 노래 한국어 더빙 목소리 역
- 1995년 《토이 스토리》 ... 앤디 한국어 더빙 목소리 역
- 1999년 《타잔》 ... 어린 타잔 한국어 더빙 목소리 역
- 2000년 《쿠스코? 쿠스코!》 ... 티코 한국어 더빙 목소리 역
- 2004년 《인크레더블》 ... 대쉬파 한국어 더빙 목소리 역
- 2005년 《에밀과 탐정들》 ... 에밀 한국어 더빙 목소리 역
- 2010년 《드래곤길들이기》 ... 히컵 한국어 더빙 목소리 역
- 2014년 《드래곤 길들이기 2》 ... 히컵 한국어 더빙 목소리 역
- 2019년 《드래곤 길들이기 3》 ... 히컵 한국어 더빙 목소리 역

### 뮤지컬
- 2003년 《왕자와 거지》
- 2004년 《말괄량이 삐삐》
- 2004년 《매직키드 마수리》 ... 마수리 역
- 2005년 《달타냥과 삼총사》 ... 달타냥 역
- 2006년 《아이언 키드》 ... 마티 역
- 2010년 《나를 부르다》
- 2018년 《너에게 빛의 속도로 간다》 - 김건덕 역
- 2018년 《명동로망스》 ... 장선호 역

### 방송
- 2001년 EBS1 《과학의 눈》

### 예능
- 2014년 KBS2 《출발드림팀 시즌 2》
- 2016년 KBS2 《노래싸움 - 승부》
- 2018년 MBC 《미스터리 음악쇼 복면가왕》 ... 히얼 아이 스탠 포 유 병풍맨 (참가자)
- 2019년 MBC 《호구의 연애》

### 광고
- 2004년 농심 《쫄병스낵》
- 2009년 올림푸스

## 수상
| 연도   | 시상식       | 부문     | 작품            | 결과 |
| ------ | ------------ | -------- | --------------- | ---- |
| 2002년 | KBS 연기대상 | 청소년상 | 매직키드 마수리 | 수상 |
| 2002년 | SBS 연기대상 | 아역상   | 여인천하        | 수상 |